# Leonard Chodźko
Pour les articles homonymes, voir Chodzko.
Leonard Borejko Chodźko armoiries Kościesza, né le 6 novembre 1800 à Oborek dans la commune de Połoczany (actuelle Biélorussie) et mort le 12 mars 1871 à Poitiers, est un historien, géographe/cartographe et homme politique polonais, installé en France à partir de 1826 et très actif au sein de la communauté des exilés polonais en France. 

## Biographie
Leonard Chodźko, issu d'une vieille famille noble du Grand-duché de Lituanie, naît dans un village du palatinat de Wilno (actuelle Vilnius), un des territoires polonais annexés par la Russie à la suite du troisième partage de la Pologne (1795).
Il est le fils de Ludwik Chodźko, député à la diète de Grodno et participant de l'insurrection de Kościuszko et le cousin germain de l'orientaliste Aleksander Chodźko, du poète Michał Chodźko et du cartographe Józef Chodźko.
Ami de Tomasz Zan, en 1816-1817, il étudie le droit à l’université de Wilno où il a pour professeur l'historien et homme politique Joachim Lelewel. Pendant ses études, il participe à des cercles patriotiques des Philarètes où il rencontre Adam Mickiewicz.
Attaché dès 1819, en qualité de secrétaire, au prince Michał Kleofas Ogiński, il parcourt presque toute l’Europe, puis vient se fixer à Paris en 1826. Il y remplit successivement les fonctions d’employé à la bibliothèque de la Sorbonne, de sous-bibliothécaire à Sainte-Geneviève, et de bibliothécaire au ministère de l’Instruction publique à Paris.
Le 12 février 1830, à l'occasion de l'anniversaire de la naissance de Tadeusz Kościuszko, il organise à la capitale française une grande manifestation à laquelle participent Marie Joseph de La Fayette et Victor Hugo. Au moment de la révolution des Trois Glorieuses en juillet 1830, il est capitaine aide de camp du général La Fayette
Le 29 novembre 1830, débute l'insurrection polonaise contre la domination russe. Leonard Chodźko soutient le soulèvement et fait partie des membres fondateurs du Comité central en faveur des Polonais créé en janvier 1831 par La Fayette. Après la défaite de l'insurrection en septembre 1831, il fait partie de la direction du Comité national polonais (Komitet Narodowy Polski) créé par Lelewel en novembre et joue par la suite un rôle notable au sein de la Grande Émigration en France.
En 1833, il prépare au sein de la société secrète Vengeance du Peuple (Zemsta Ludu) l'expédition armée du colonel Józef Zaliwski au Royaume de Pologne. Persécuté par l'ambassade de Russie à Paris, il est contraint par les autorités françaises de quitter Paris pour la Grande-Bretagne. En 1834, il revient à Paris, et se consacre entièrement aux travaux scientifiques. Il écrit et publie beaucoup et devient membre de l'Académie royale de Nancy, de la Société philotechnique, de la Société de géographie, de la Société française de statistique universelle de Paris.
En juin 1846, il démissionne du Comité central en faveur des Polonais, pour manifester son opposition à un discours du général Fabvier sur la question de Cracovie (annexée par l'Autriche peu avant).
Il meurt à Poitiers en 1871. Sa sépulture se trouve au cimetière de l'Hôpital-des-Champs Poitiers

## Honneurs
- Décoré de l'ordre de la Croix de Juillet en 1830.
- Grenadier de la Garde nationale polonaise (pl).

## Publications
- Histoire des légions polonaises en Italie, sous le commandement du général Dąbrowski, Paris, 1829
- Tableau de la Pologne ancienne et moderne sous le rapport géographique, statistique, géologique, etc.,1830
- Carte géographique et statistique de la Pologne ancienne et moderne, par H. Dufour, Léonard Chodźko et Stanislas Plater, dédiée à Joachim Lelewel, Paris, 1831
- Histoire politique de la Lituanie, depuis la réunion de la Pologne en 1386, jusqu’à son insurrection en 1831, 1831.
- Notice biographique sur Joachim Lelewel, Paris, 1834
- Biographie du général Tadeusz Kościuszko, 1837
- La Pologne, historique, littéraire, monumentale et illustrée, Paris, Imprimerie de Fain et Thunot, 1839
- Massacres de Galicie et Cracovie confisquée par l'Autriche en 1846, Documents et commentaires, 1861
- Recueil des traites, conventions et actes diplomatiques concernant la Pologne, 1762-1862, Amyot, 1862 (lire en ligne)
- Histoire populaire de la Pologne,1863
- Un évêque polonais - Le métropolitain Kasimir-Gaspard, Colonna Cieciszowski et son temps 1745-1831", 1866
- Le Congrès de Vienne et les traités de 1815, précédés et suivis des actes diplomatiques qui s'y rattachent, Paris, Amyot éditeur, 1863 (4 vol.), publié sous le nom de d'Angeberg, avec une introduction de Capefigue

L. Chodźko a collaboré en outre à un grand nombre de publications françaises : le Globe, le Courrier-Français, le Constitutionnel, etc.